# Erdős Norbert
Erdős Norbert (teljes nevén: Erdős Norbert Zoltán Orosháza, 1972. október 25. –) történelemtanár, országgyűlési, majd Európai Parlamenti képviselő.

## Élete
Békéscsabán a Rózsa Ferenc Gimnáziumban érettségizett (ma: Andrássy Gyula Gimnázium és Kollégium). 1993 óta tagja a Fidesznek, 1996-ban egyik alapítója volt a Fidelitasnak. 1996-ban végzett a Miskolci Egyetem bölcsészkarán történelem szakos tanárként, majd 2002-ig a Szegedi Kis István Református Gimnáziumban tanított történelmet.
1998-tól 2002-ig Mezőberényben, majd 2002-től Békésen volt önkormányzati képviselő. 2000-től a dobozi Ifjúsági Üdülő intézményvezetője, 2001-től a Miniszterelnöki Hivatal Békés és térsége területfejlesztési menedzsere volt. 2002. május 15-től országgyűlési képviselő, a Békés megyei 3. evk. egyéni jelöltjeként 54,57 százalékos támogatottsággal, 2006-ban 51,78, 2010-ben 57,85 százalékkal jutott az országgyűlésbe.
2010 és 2011 között az Országgyűlés jegyzője, majd 2011 és 2014 között a Békés Megyei Kormányhivatalt vezető kormánymegbízottja volt. A 2014-es európai parlamenti választáson a Fidesz – Magyar Polgári Szövetség jelöltjeként került be az Európai Parlamentbe. 2014. július 7-től 2019-ig az Európai Néppárt frakciójának, a Kulturális és Oktatási Bizottságnak és a Mezőgazdasági és Vidékfejlesztési Bizottságnak is tagja lett, majd 2017. március 6-tól a Halászati Bizottság is tagjává fogadta.
2020.  november 1-től az Agrárminisztérium élelmiszerlánc-felügyeletért felelős államtitkára.

## Külső linkek
- Országgyűlési képviselői adatlapja
- https://magyarnarancs.hu/kismagyarorszag/anyos-utan-most-a-feltestver-lepett-elore-80632
- https://mno.hu/magyar_hang/erdos-norbert-a-magyar-siker-2416508 Archiválva 2018. december 18-i dátummal a Wayback Machine-ben